# 李文輝 (正德進士)
李文輝（1481年—？年），字尚質，山东青州左卫軍籍諸城縣人。

## 生平
治《詩經》，行一，由國子生中式弘治十七年（1504年）甲子科山東鄉試第三十八名舉人，年二十八歲中式正德三年（1508年）戊辰科會試第六十二名，第三甲第一百六十九名進士。官行人司行人。

## 家族
曾祖李斌。祖父李贞。父李鼎。母王氏；继母周氏。具庆下。弟文粹、文翼、文奎。